# Lago Nigeen
Il lago Nigeen (a volte indicato anche come lago Nageen o lago Nagin) è un lago sussidiario del lago Dal, situato nella città di Srinagar, in India. È contornato dalle colline Shankaracharya e Hari Parbat e da una serie di salici e pioppi lungo le rive. 
Vi si praticano nuoto, immersioni e canottaggio.